# Амстердамский трамвай
Амстердамский трамвай (нидерл.  Amsterdamse tram) — один из видов общественного транспорта столицы Нидерландов города Амстердама; наибольшая трамвайная сеть страны и крупнейшая в Западной Европе. Эксплуатируется коммунальной организацией G'emeentelijkVervoerbedrijf (GVB)(«Муниципальное транспортное предприятие»).

## История
В Амстердаме трамвайное движение было начато 3 июня 1875 года. Конечно, это была конка, и частная фирма называлась «Амстердамское предприятие омнибусов» (Amsterdamsche Omnibus Maatschappij, AOM). Первый маршрут конки в Амстердаме соединил площадь Ляйдспляйн (Leidseplein) с кварталом Плантаж (Plantage). В последующие 25 лет было открыто ещё 15 линий, соединивших центр города с другими его районами. Ширина колеи была 1422 мм.
1 января 1900 года в Амстердаме было создано муниципальное трамвайное предприятие под названием «Муниципальный трамвай Амстердама» (Gemeentetram Amsterdam, GTA). В распоряжении имелось 242 машины, 758 лошадей и 15 сооружений. Параллельно в Амстердаме началась электрификация трамвайной сети. И к 1906 году были электрифицированы все линии за исключением одной. На 12 электрифицированных линиях (№ № 1-11 и 13) теперь использовалась стандартная колея (1435 мм). В этом же(1906) году было приобретено 229 новых машин, в качестве прицепных вагонов использовали старые с конки. Последнюю линию на лошадиной тяге (№ 12) электрифицировали в 1916 году.
В период между 1910 и 1930 годом амстердамская трамвайная линия росла, как и сам город. Следовательно, до 1931 года сеть амстердамского трамвая насчитывала уже 25 линий. В годы экономической депрессии 1930-х развитие системы было приостановлено — до 1932 года прекратили существование 5 линий. Однако по состоянию на 1939 год трамвай связал центр Амстердама с восточными окраинами, для чего пути проложили по мостам.
В годы Второй мировой войны пассажиропоток амстердамского трамая рос, а вот обеспечение, в частности, углём, было ограничено. В 1943 году городской трамвай даже объединялся с муниципальным паромом (Gemeindefähren) в единое предприятие «Городской транспорт» (Gemeentelijk Vervoerbedrijf, GVB). В связи с перебоями поставок топлива в 1944 году трамваи в Амстердаме остановились.
В июне 1945 года трамвай вновь был пущен. Большая замена парка трамваев (в городе до сих пор были вагоны 1900-х годов) началась в 1948 году — начали поступать машины, произведенные в Утрехте.
В 1950-х годах в Амстердаме преобладающим мнением стало то, что городу в качестве общественного транспорта больше подходит автобус. Трамваи были сохранены только на слишком узких для автобусов улицах исторического центра (Leidsestraat, Utrechtsestraat). В 1955 году были закуплены новые трамваи. Доставленные в 1957 году машины имели большой успех, что обеспечило дальнейшее развитие трамвайного движения в Амстердаме. К 1968 году было приобретено ещё 160 вагонов (тогда же навсегда исчезли довоенные модели), с 1959 в городе начали появляться спаренные вагоны.
Трамваю снова было уделено внимание, трамвайные линии пролегли в западные амстердамские предместья — таким образом, самые отдаленные районы города получили быстрое сообщение с центром Амстердама. Ради этого в 1970-х годах закупались трамваи производителя Linke-Hofmann-Busch двух серий (55 и 37). Чтобы заменить старые модели и для новых линий в 1989 и 1990 годах были приобретены 45 вагонов бельгийского производителя BN (г. Брюгге). В 1990 году трамвай соединил Амстердам и его окрестности Амстелвен (Amstelveen) и Димен (Diemen).
Последнее значительное расширение сети амстердамского трамвая произошло в 2005 году — пущен в эксплуатацию маршрут № 26 до залива Эй (IJburg).
Начиная с 2001 года, Амстердам закупил и пустил в эксплуатацию крупную партию трамваев Combino немецкого производителя Siemens (155 машин), что сделало голландскую столицу мировым рекордсменом по величине парка этой модели трамваев.

## Интересные факты
- С 1922 по 1971 год вагоны амстердамского трамвая были оснащены специальными почтовыми ящиками, в которых корреспонденция доставлялась в сортировочный центр, расположенный поблизости от Центрального вокзала. Благодаря этому, становилась возможной оперативная отправка писем безотносительно расписания выемки корреспонденции из стационарных почтовых ящиков.
- В 2003 году нидерландский Красный крест запустил спецпрограмму — экскурсионный трамвай De Red Crosser (вместимостью 20-39 пассажиров), оснащенный приспособлениями (в том числе лифтом) для людей с ограниченными возможностями. Поездки на нём (6 дней в неделю) необходимо заказывать заранее.

## Маршруты (2016)
Амстердам — единственный город в Нидерландах, где наряду с номерами используется цветная окраска для различения линий, которых на 2014 год насчитывалось 15:
- 01  : Osdorp De Aker (Matterhorn) — Station Lelylaan — Surinameplein — Leidseplein — Centraal Station;
- 02  : Nieuw Sloten (Oudenaardeplantsoen) — Slotervaart — Hoofddorpplein — Leidseplein — Centraal Station;
- 03  : Zoutkeetsgracht — Frederik Hendrikplantsoen — Museumplein — Sarphatipark — Muiderpoortstation;
- 04  : Station RAI (Drentepark) — Victorieplein — Frederiksplein — Rembrandtplein — Centraal Station;
- 05  : Amstelveen Binnenhof — Station Zuid — Museumplein — Leidseplein — Centraal Station;
- 07  : Slotermeer (Sloterparkbad) — Bos en Lommerplein — Leidseplein — Muiderpoortstation — Flevopark;
- 09  : Diemen Sniep — Watergraafsmeer — Plantage -Rembrandtplein — Centraal Station;
- 10  : Westergasfabriek — Leidseplein — Weesperplein — Czaar Peterstraat — Azartplein;
- 12  : Station Sloterdijk — Bilderdijkstraat — Museumplein — Churchill-laan — Amstelstation;
- 13  : Geuzenveld (Lambertus Zijlplein) — Jan Tooropstraat — Mercatorplein — Westermarkt — Centraal Station;
- 14  : Slotermeer (Sloterparkbad) — Bos en Lommerplein — Dam — Plantage — Flevopark;
- 16  : VU medisch centrum (De Boelelaan) — Stadionplein — Museumplein — Vijzelstraat — Centraal Station;
- 17  : Osdorp Dijkgraafplein — Station Lelylaan — Surinameplein — Westermarkt — Centraal Station;
- 24  : VU medisch centrum (De Boelelaan) — Stadionplein — Roelof Hartplein — Vijzelstraat — Centraal Station;
- 26  : IJburg (Haveneiland) — Zeeburgereiland — Piet Heintunnel — Passengers Terminal — Centraal Station.

В России подобная практика присваивания маршруту определенных цветов существует в Санкт-Петербурге.

## Галерея
- Трамвай на маршруте 13.
- Трамвай на маршруте 25 (Дамрак-площадь Дам).
- Трамвай в 1903 году.
- Площадь Дам около 1900 г.
- Лошадей заменили на автобусы. На улице Bosboomstraat (сейчас Jacob Marisstraat), 1922.
- Трамвай в 1929 году, данная модель работала до 1968 года.
- Трёхосный трамвай в музее электротранспорта Амстердама.
- Данная модель работала с 1957 по 2004 годы.
- Данная модель работаоа с 1974 по 2003 г. Цвет линии можно увидеть рядом с номером маршрута.
- Трамвай в районе Амстердам Зюйд.
- Двухсторонний трамвай. Маршрут 5 в 1989 году.
- Трамвай на маршруте 26 в новом районе.
- Интерьер трамвая со стороны кабины водителя.